# Seznam dílů amerického seriálu In the Dark
Toto je seznam dílů seriálu In the Dark. Americký komediálně-dramatický televizní seriál In the Dark je vysílán od 4. dubna 2019 na stanici The CW. Dosud bylo odvysíláno 39 dílů seriálu.

## Přehled řad
| Řada | Díly          | Premiéra v USA  | Premiéra v USA   |
| Řada | Díly          | První díl       | Poslední díl     |
| ---- | ------------- | --------------- | ---------------- |
| 1    | 13            | 4. dubna 2019   | 27. června 2019  |
| 2    | 13            | 16. dubna 2020  | 9. července 2020 |
| 3    | 13            | 23. června 2021 | 6. října 2021    |
| 4    | bude oznámeno | 6. června 2022  | bude oznámeno    |

## Seznam dílů

### První řada (2019)
| Č. v seriálu | Č. v řadě | Původní název           | Režie             | Scénář                      | Premiéra v USA  |
| ------------ | --------- | ----------------------- | ----------------- | --------------------------- | --------------- |
| 1            | 1         | Pilot                   | Michael Showalter | Corinne Kingsbury           | 4. dubna 2019   |
| 2            | 2         | Mommy Issues            | Brian Dannelly    | Amy Turner                  | 11. dubna 2019  |
| 3            | 3         | The Big Break           | Norman Buckley    | Lindsay Golder              | 18. dubna 2019  |
| 4            | 4         | The Graduate            | Patricia Cardoso  | Yael Zinkow                 | 25. dubna 2019  |
| 5            | 5         | The Feels               | Ingrid Jungerman  | Deagan Fryklind             | 2. května 2019  |
| 6            | 6         | Tyson                   | Ryan McFaul       | David Babcock               | 9. května 2019  |
| 7            | 7         | The One That Got Away   | Anna Mastro       | Ryan Knighton               | 16. května 2019 |
| 8            | 8         | Jessica Rabbit          | Kyra Sedgwick     | Eric Randall                | 23. května 2019 |
| 9            | 9         | Deal or No Deal         | Steve Tsuchida    | Kara Brown                  | 30. května 2019 |
| 10           | 10        | Bait and Switch         | Randy Zisk        | Louisa Levy                 | 6. června 2019  |
| 11           | 11        | I Woke Up Like This     | David Grossman    | Kara Brown                  | 13. června 2019 |
| 12           | 12        | Rollin' with the Homies | Janice Cooke      | Flint Wainess a Yael Zinkow | 20. června 2019 |
| 13           | 13        | It's Always Been You    | Corinne Kingsbury | Corinne Kingsbury           | 27. června 2019 |

### Druhá řada (2020)
| Č. v seriálu | Č. v řadě | Původní název                                   | Režie                                   | Scénář            | Premiéra v USA   |
| ------------ | --------- | ----------------------------------------------- | --------------------------------------- | ----------------- | ---------------- |
| 14           | 1         | All About the Benjamin                          | John Francis Daley a Jonathan Goldstein | Corinne Kingsbury | 16. dubna 2020   |
| 15           | 2         | Cross My Heart and Hope to Lie                  | Brian Dannelly                          | Yael Zinkow       | 23. dubna 2020   |
| 16           | 3         | Son of a Gun                                    | Ryan McFaul                             | Flint Wainess     | 30. dubna 2020   |
| 17           | 4         | Deal Me In                                      | Jeff Chan                               | Ryan Knighton     | 7. května 2020   |
| 18           | 5         | The Unusual Suspects                            | Ingrid Jungermann                       | Adrian A. Cruz    | 14. května 2020  |
| 19           | 6         | The Truth Hurts                                 | David Grossman                          | Malarie Howard    | 21. května 2020  |
| 20           | 7         | The Straw That Broke the Camel's Back           | Gandja Monteiro                         | Jess Burkle       | 28. května 2020  |
| 21           | 8         | Codependence Day                                | Steven Tsuchida                         | Amy Turner        | 4. června 2020   |
| 22           | 9         | How to Succeed in Business Without Really Dying | Clara Aranovich                         | Anna Fisher       | 11. června 2020  |
| 23           | 10        | The Last Dance                                  | Steve Tsuchida                          | Chelsea Taylor    | 18. června 2020  |
| 24           | 11        | Bad People                                      | David Grossman                          | Daniel Rogers     | 25. června 2020  |
| 25           | 12        | Where Have You Ben?                             | Brian Dannelly                          | Karine Rosenthal  | 2. července 2020 |
| 26           | 13        | My Pride and Joy                                | Corinne Kingsbury                       | Yael Zinkow       | 9. července 2020 |

### Třetí řada (2021)
| Č. v seriálu | Č. v řadě | Původní název                            | Režie                 | Scénář                                                       | Premiéra v USA    |
| ------------ | --------- | ---------------------------------------- | --------------------- | ------------------------------------------------------------ | ----------------- |
| 27           | 1         | Hanging by a Thread                      | Ryan McFaul           | Corinne Kingsbury a Yael Zinkow                              | 23. června 2021   |
| 28           | 2         | I Know What You Did Last Night           | Emmanuel Osei-Kuffour | Corinne Kingsbury a Yael Zinkow                              | 30. června 2021   |
| 29           | 3         | Somewhere Over the Border                | Ryan McFaul           | námět: Corinne Kingsbury a Yael Zinkow scénář: Ryan Knighton | 7. července 2021  |
| 30           | 4         | Safe and Sound                           | Emmanuel Osei-Kuffour | Yael Zinkow a Malarie Howard                                 | 14. července 2021 |
| 31           | 5         | Planes, Trains and Automobiles           | Annie Bradley         | Corinne Kingsbury a Anna Fisher                              | 21. července 2021 |
| 32           | 6         | Arcade Fire                              | Ingrid Jungermann     | Yael Zinkow a Jason Pierre                                   | 11. srpna 2021    |
| 33           | 7         | Pretty in Pink                           | Ingrid Jungermann     | Jess Burkle                                                  | 18. srpna 2021    |
| 34           | 8         | Power Trip                               | Jeff Chan             | Corinne Kingsbury a Yael Zinkow                              | 25. srpna 2021    |
| 35           | 9         | Excess Baggage                           | Clara Aranovich       | Corinne Kingsbury a Yael Zinkow                              | 1. září 2021      |
| 36           | 10        | Home Run                                 | Jeff Chan             | Corinne Kingsbury a Yael Zinkow                              | 8. září 2021      |
| 37           | 11        | Match Point                              | Clara Aranovich       | Yael Zinkow a Annie Hayes                                    | 22. září 2021     |
| 38           | 12        | Do You Hear What I Hear?                 | Steven Tsuchida       | Yael Zinkow                                                  | 29. září 2021     |
| 39           | 13        | Expectation is the Root of All Heartache | Steven Tsuchida       | Corinne Kingsbury                                            | 6. října 2021     |

Dosud bylo odvysíláno 39 dílů seriálu.

### Čtvrtá řada
Dne 3. února 2021 oznámila stanice The CW, že seriál In the Dark získá čtvrtou řadu, jejíž první díl má mít premiéru 6. června 2022.